# Mascot (Tennessee)
Mascot é uma Região censo-designada localizada no estado norte-americano de Tennessee, no Condado de Knox.

## Demografia
Segundo o censo norte-americano de 2000, a sua população era de 2119 habitantes.

## Geografia
De acordo com o United States Census Bureau tem uma área de
18,4 km², dos quais 18,0 km² cobertos por terra e 0,4 km² cobertos por água. Mascot localiza-se a aproximadamente 269 m acima do nível do mar.

## Localidades na vizinhança
O diagrama seguinte representa as localidades num raio de 20 km ao redor de Mascot.